# نبرد: غرش تا پیروزی
نبرد: غرش تا پیروزی (انگلیسی: The Battle: Roar to Victory؛‏ کره‌ای: 봉오동 전투) فیلم درام تاریخی جنگی محصول سال ۲۰۱۹ کره جنوبی است. این فیلم دربارهٔ جنگ بین کره و ژاپن است و در سال ۱۹۲۰ در دورهٔ استعمار ژاپن بر کره واقع شده است. این فیلم در ۷ اوت ۲۰۱۹ منتشر شد.

## بازیگران
- یو هه جین در نقش هوانگ هه چول
- ریو جون یول در نقش لی جانگ ها
- جو وو جین در نقش بیونگ گو